# Драммонд-Баррелл, Питер, 22-й барон Уиллоуби де Эрзби
Пи́тер Ро́берт Дра́ммонд-Ба́ррелл, 22-й баро́н Уи́ллоуби де Э́рзби (англ. Peter Robert Drummond-Burrell, 22nd Baron Willoughby de Eresby; 19 марта 1782 — 22 февраля 1865) — британский аристократ и политический деятель, 2-й барон Гвидир (1820—1865), лорд великий камергер (1821—1830, 1837—1865), 22-й барон Уиллоуби де Эрзби (1828—1865).

## Биография
Питер Роберт Барелл был старшим из четверых детей в семье Питера Баррелла, 1-го барона Гвидир и его супруги Присицллы Берти, 21-й баронессы Уиллоуби де Эрзби, дочери Перегрина Берти, 3-го герцога Анкастер и Кестевен и его второй супруги Мэри Пантон.
Получил образование в Колледже Святого Иоанна, одном из колледжей Кембриджского университета. В 1812 году был избран в парламент Великобритании от округа Бостон (Линкольншир), в котором он примкнул к оппозиции, выступая против предлагаемых законопроектов .
В 1820 году унаследовал от отца титул барона Гвидир и должность лорда великого камергера, которым являлся до 1830 года, когда его заменил маркиз Чамли. В 1828 году он унаследовал от матери титул её предков барона Уиллоуби де Эрзби.
С 1828 по 1851 год занимал должность лорда-лейтенанта Карнарвоншира.
В 1837 году вернулся на должность лорда великого камергера, который занимал до конца жизни. Скончался 22 февраля 1865 года в возрасте 82 лет, его наследником стал единственный сын Альбирик.

## Семья
19 октября 1807 года женился на Саре Клементине Драммонд, дочери Джеймса Драммонда, 1-го барона Перт и его супруги Клементины Эльфинстоун. У супругов было 5 детей (2 сына и 3 дочери):
- Клементина Драммонд-Уиллоуби[англ.] (2 сентября 1809 — 13 ноября 1888), вышла замуж за сэра Гилберта Хиткота, 1-го барона Авеланд[англ.] (16 января 1795 – 6 сентября 1867); в браке было 2 детей;
- Элизабет Сьюзен Драммонд-Баррелл (1810 — 1853), умерла незамужней;
- Шарлотта Августа Аннабелла Драммонд-Уиллоуби (1815 — 1879), вышла замуж за Роберта Кэррингтона, 2-го барона Кэррингтон[англ.] (16 января 1796 – 17 марта 1868); в браке было 5 детей;
- Фредерик Драммонд-Баррелл (1818 — 1819), умерший в младенчестве;
- Альбирик Драммонд-Уиллоуби (25 декабря 1821 – 26 августа 1870), наследовал отцу.